# Rudolf Steiner
Rudolf Steiner (Donji Kraljevec, Imperio austrohúngaro, 25 o 27 de febrero de 1861-Dornach, Suiza, 30 de marzo de 1925) fue un ocultista austriaco, educador, autor teatral, pensador social, arquitecto, esoterista y autodenominado clarividente. Steiner obtuvo reconocimiento inicial a finales del siglo XIX, como crítico literario y con obras como La filosofía de la libertad. A principios del siglo XX fundó un movimiento espiritual esotérico, la antroposofía, con raíces en la filosofía idealista alemana y la teosofía. Sus enseñanzas están influidas por el gnosticismo cristiano, (para los heresiólogos hay pocas dudas de que se trata de neognosticismo). Muchas de sus ideas son pseudocientíficas. También era partidario de la pseudohistoria.
En la primera fase de este movimiento, de orientación más filosófica, Steiner intentó encontrar una síntesis entre ciencia y espiritualidad. Su trabajo filosófico de estos años, que denominó "ciencia espiritual", pretendía aplicar a las cuestiones espirituales lo que él consideraba la claridad de pensamiento característica de la filosofía occidental, diferenciando este enfoque de lo que él consideraba aproximaciones más vagas al misticismo. En una segunda fase, que comenzó hacia 1907, empezó a trabajar en colaboración en diversos medios artísticos, como el teatro, la danza y la arquitectura, y culminó con la construcción del Goetheanum, un centro cultural para albergar todas las artes. En la tercera fase de su obra, que comenzó después de la Primera Guerra Mundial, Steiner trabajó en diversos proyectos ostensiblemente aplicados, como la educación Waldorf, la agricultura biodinámica, y la medicina antroposófica y de la nueva forma artística de la euritmia.
Steiner propuso una forma de individualismo ético, al que luego añadió un componente más explícitamente espiritual. Derivó su epistemología de la visión del mundo de Johann Wolfgang Goethe, según la cual el pensamiento es un órgano de percepción al igual que el ojo o el oído. Del mismo modo que el ojo percibe colores y el oído sonidos, así el pensamiento percibe ideas. Un hilo conductor constante de su obra es el objetivo de demostrar que el conocimiento humano no tiene límites.

## Biografía

### Infancia y educación
El padre de Steiner, Johann, dejó el puesto de guardabosques al servicio del conde Hoyos en Geras para poder casarse con Franziska Blie, una de las trabajadoras domésticas, dado que el conde no daba su consentimiento. Johann se hizo operador de telégrafo del Ferrocarril del Sur de Austria Südbahn-Gesellschaft, y cuando nació Rudolf, estaba destinado en Murakirály, en la región de Muraköz, que luego formó parte del Imperio austrohúngaro (actualmente es Donji Kraljevec, región de Međimurje, en el extremo norte de Croacia). En los dos primeros años de la vida de Rudolf, la familia se mudó dos veces, primero a Mödling, cerca de Viena, y luego (por el ascenso de su padre a jefe de estación) a Pottschach, situado en las laderas de los Alpes del este austríaco, en el actual estado federado de Burgenland.
De 1879 a 1883, Steiner cursó estudios y se graduó en el Instituto de Tecnología (Technische Hochschule) de Viena, donde estudió matemáticas, física y filosofía.
En 1882, uno de sus profesores en la Universidad de Viena (Karl Julius Schröer) sugirió el nombre de Steiner al catedrático Joseph Kürschner, editor de una nueva edición de las obras de Goethe. Entonces se pidió a Steiner que fuera el editor científico de la edición.
En su autobiografía, Steiner relata que a los 21 años, en el tren que circulaba entre el pueblo donde vivía y Viena, conoció a un sencillo herborista (Felix Kogutski), quien le habló del mundo espiritual «como alguien que había tenido sus propias experiencias de él...». Este recolector de hierbas lo presentó a una persona que Steiner sólo identificó como un «maestro», quien tuvo una gran influencia sobre su desarrollo posterior, concretamente dirigiéndole a estudiar la filosofía de Fichte.
En 1891, Steiner obtuvo un doctorado en Filosofía en la Universidad de Rostock, Alemania, con una tesis basada en el concepto del ego de Fichte, luego publicada de manera expandida como Verdad y ciencia.

### Escritor y filósofo
Como resultado de su trabajo para la edición Kürschner de las obras de Goethe, Steiner fue invitado en 1888 a trabajar como editor en los archivos de Goethe en Weimar. Steiner permaneció en el archivo hasta 1896. Además de las introducciones y los comentarios a cuatro volúmenes de escritos científicos de Goethe, Steiner escribió dos libros sobre la filosofía de Goethe: Teoría del conocimiento basada en la concepción del mundo de Goethe (1886) y Goethe y su visión del mundo (1897). Durante este tiempo también colaboró en ediciones completas de la obra de Arthur Schopenhauer y la del escritor Jean Paul, y escribió artículos para diversas revistas. Asimismo, escribió la que consideró su obra filosófica más importante: Die Philosophie der Freiheit (La filosofía de la libertad, 1894), una exploración de epistemología y ética que proponía un camino por el cual los seres humanos pueden convertirse espiritualmente en seres libres (véase más abajo).
En 1896, Elisabeth Förster-Nietzsche solicitó a Steiner que ordenara el archivo de Friedrich Nietzsche en Naumburgo, oferta que él declinó. Por aquel entonces, su hermano ya no estaba compos mentis. Förster-Nietzsche introdujo a Steiner en presencia del filósofo catatónico y Steiner, profundamente emocionado, escribió más tarde el libro Friedrich Nietzsche, un luchador contra su época. De Nietzsche, Steiner dice en su autobiografía:

Las ideas de Nietzsche del eterno retorno y del Übermensch, permanecieron mucho tiempo en mi mente, pues en ellas estaba reflejado lo que una personalidad debe sentir respecto a la evolución y al ser esencial de la humanidad, cuando a esta personalidad le es impedido captar el mundo espiritual, debido al pensamiento restringido de la filosofía de la naturaleza que caracterizó el final del siglo XIX. Lo que me atrajo concretamente fue que uno podía leer a Nietzsche sin encontrar nada que intente volver al lector «dependiente» de Nietzsche.
Rudolf Steiner

En 1897, Steiner dejó los archivos de Weimar y se mudó a Berlín. Se hizo propietario, editor jefe y contribuyente activo de la revista literaria Magazin für Literatur, donde esperaba encontrar lectores que simpatizaran con su filosofía. Su trabajo en la revista no fue bien recibido por los lectores, por lo cual muchos suscriptores se dieron de baja, sobre todo después del impopular apoyo de Steiner a Émile Zola en el caso Dreyfus. El Magazin für Literatur perdió más suscriptores después de revelarse la íntima amistad de Steiner con el escritor anarquista John Henry Mackay al publicar Steiner extractos de su correspondencia. La insatisfacción general con su trabajo editorial condujo finalmente a que se fuera de la revista.
En 1899, Steiner se casó con Anna Eunicke. Luego se separaron y Anna murió en 1911.

### Steiner y la Sociedad Teosófica
En 1899 Steiner publicó un artículo en su Magazin für Literatur, titulado «La revelación secreta de Goethe», sobre la naturaleza esotérica del cuento de hadas de Goethe «La serpiente verde y la blanca azucena». Este artículo motivó una invitación por parte del Conde y la Condesa Brockdorff, para hablar en una reunión de teósofos sobre Nietzsche. Steiner continuó hablando regularmente a los miembros de la Sociedad Teosófica, convirtiéndose en secretario general de su recién formada sección alemana en 1902, sin unirse nunca formalmente a la sociedad.
Dentro de esta sociedad, Steiner conoció a Marie von Sievers, con quien trabajó, y quien se convirtió en su segunda esposa en 1914.
En 1904, Steiner fue nombrado por Annie Besant dirigente de la Sociedad Esotérica en Alemania y Austria. La Sección Alemana de la Sociedad Teosófica creció rápidamente bajo la guía de Steiner, quien impartió conferencias sobre ciencia espiritual a lo largo de la mayor parte de Europa. Durante este periodo, y en consonancia con lo que acordó con la dirección de la Sociedad Teosófica,
Steiner solamente habló de aquello que él mismo pudo investigar por sí mismo. Inicialmente, y teniendo en cuenta que su público estaba en el ámbito del movimiento teosófico, utilizó el lenguaje teosófico en el que predominaban términos en sánscrito, pero más tarde fue progresivamente sustituyéndolos por términos europeos capaces de definir por sí mismos los contenidos que querían transmitir. Su enfoque fue siempre original y basado en su investigación propia que entroncaba con las enseñanzas espirituales de la tradición esotérica y filosófica occidental. Ésta y otras diferencias (concretamente la proclamación por parte de C. W. Leadbeater y de Annie Besant de que Jiddu Krishnamurti era el vehículo de un nuevo maestro mundial y la reencarnación de Cristo, afirmaciones que Steiner rechazó públicamente), llevaron a una ruptura formal en 1912/13, cuando Steiner y la mayoría de los miembros de la sección alemana de la Sociedad Teosófica se separaron para formar un nuevo grupo: la Sociedad Antroposófica.
A pesar de las grandes convergencias entre la Teosofía y su propio sistema esotérico,
Steiner mantuvo siempre la misma tónica de basarse en su propia investigación espiritual. Y a pesar de que se afirmara que Madame Blavatsky o Annie Besant le habían influido, él afirmaba que su filosofía provenía de su percepción espiritual directa.

### La Sociedad Antroposófica y sus actividades culturales
La Sociedad Antroposófica creció rápidamente. Alimentada por la necesidad de encontrar una sede para sus conferencias anuales, que incluían representaciones de obras teatrales escritas por Édouard Schuré y por el propio Steiner, se tomó la decisión de construir un teatro y un centro organizativo. En 1913 empezó la construcción del Goetheanum, en Dornach (Suiza). Una parte significativa del edificio, diseñado por Steiner, fue construida por voluntarios que ofrecieron sus habilidades o simplemente la voluntad de aprender cosas nuevas. Una vez empezada la Primera Guerra Mundial, en 1914, los voluntarios del Goetheanum podían oír el sonido del fuego de cañón más allá de la frontera suiza, pero a pesar de la guerra, gente de toda Europa trabajó pacíficamente lado a lado en la construcción del edificio. En 1919, el Goetheanum representó el estreno mundial de una producción completa del Fausto de Goethe. En este mismo año, se fundó la primera escuela Waldorf en Stuttgart (Alemania).
Desde 1919, la ayuda de Steiner fue requerida en numerosas actividades prácticas. Su actividad como conferenciante se expandió enormemente. Al mismo tiempo, el Goetheanum se desarrolló como un centro cultural de amplio espectro. En la Nochevieja de 1922/1923, el edificio fue incendiado premeditadamente; sólo se salvó una escultura alegórica de gran tamaño que representa las fuerzas espirituales activas en el mundo y en el ser humano: el «representante de la humanidad». Steiner empezó inmediatamente a trabajar en el diseño de un segundo Goetheanum – hecho de cemento en vez de madera –, que fue completado en 1928, tres años después de su muerte.
Durante la conferencia de la Sociedad Antroposófica de la Navidad de 1923, Steiner fundó la llamada Escuela de Ciencia Espiritual, prevista como una universidad abierta para investigación y el estudio espiritual.

### Ataques, enfermedad y muerte
El incendio intencional cometido contra el Primer Goetheanum tenía un contexto: los nacionalistas nazis habían amenazado públicamente al Goetheanum y al propio Steiner.
Reaccionando contra la situación catastrófica de la Alemania de postguerra, Steiner hizo giras extensas de conferencias promoviendo sus ideas sociales sobre el Orden Social Triformado, que implicaba una estructura política fundamentalmente distinta; sugirió que catástrofes como la Guerra Mundial podían evitarse a través de la independencia de los ámbitos cultural, político y económico. También propuso una solución radical en la disputada área de Silesia Superior (reclamada por Polonia y Alemania): su sugerencia de que fuera otorgada a esta área al menos una independencia provisional le llevó a ser acusado públicamente de ser traidor a Alemania.
En 1919, el teórico político del movimiento Nacional Socialista en Alemania (Dietrich Eckart), atacó a Steiner y sugirió que era judío.
En 1921, Adolf Hitler atacó a Steiner en un artículo del periódico de derechas Völkischer Beobachter, e incluía acusaciones de que Steiner era un instrumento de los judíos; otros nacionalistas extremistas en Alemania estaban llamando a la «guerra contra Steiner». El Putsch de Múnich de 1923 hizo que Steiner abandonase su residencia en Berlín y que expresara que, si los responsables del golpe fallido [Hitler y otros] llegaban al poder en Alemania, ya no le sería posible abandonar el país; también alertó contra los desastrosos efectos que tendría para Europa Central que los nacionalsocialistas llegaran al poder.

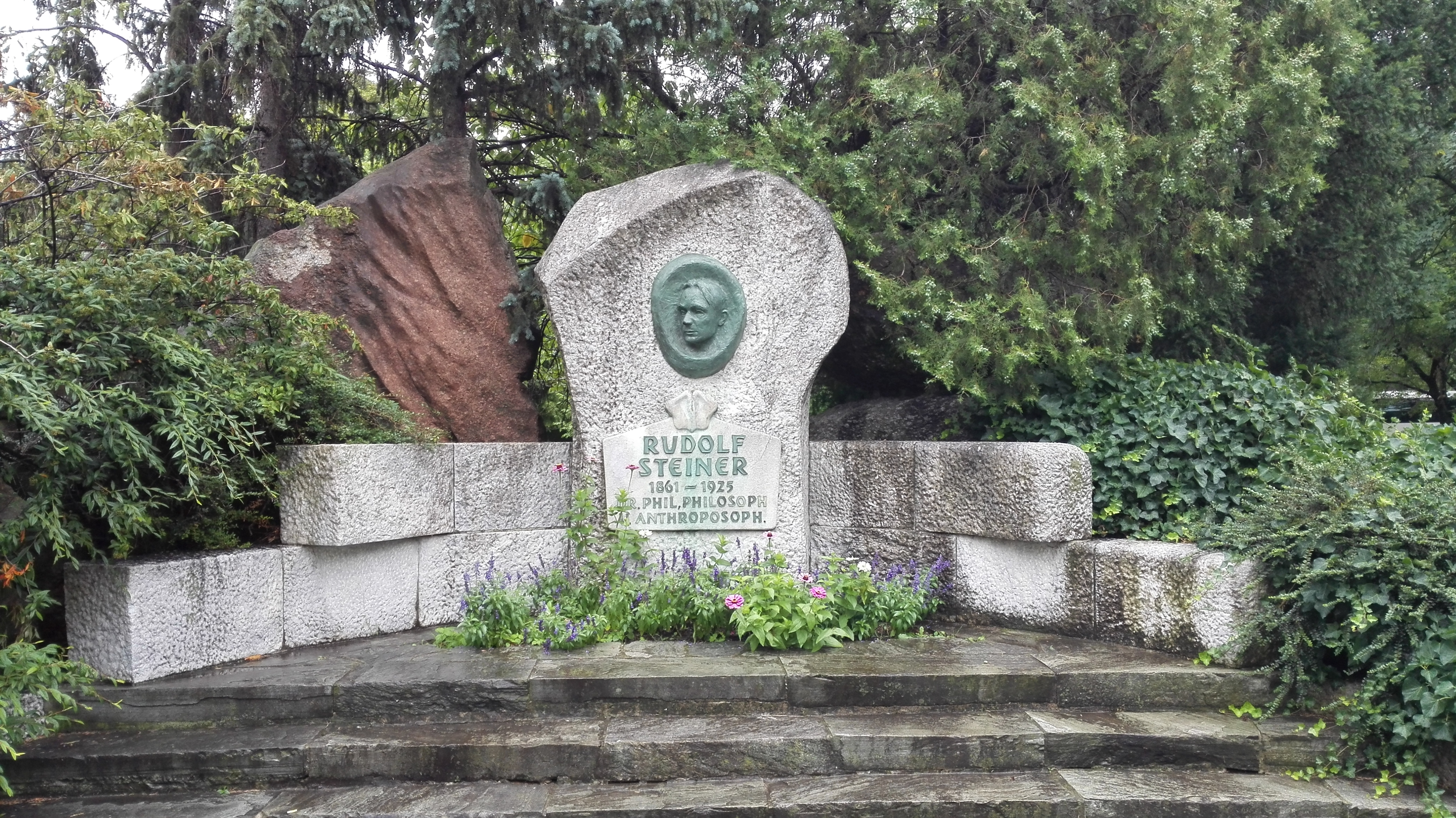
Memorial de Rudolf Steiner en Favoriten, Viena

La pérdida del Goetheanum afectó seriamente la salud de Steiner. A partir de 1923, mostró signos crecientes de fragilidad y enfermedad. Continuó dando muchas conferencias e incluso viajando; especialmente al final de este periodo, frecuentemente daba dos, tres o incluso cuatro lecciones diarias de cursos que tenían lugar simultáneamente. Por una parte, muchos de ellos eran para áreas prácticas de la vida: educación, euritmia curativa, arte de la palabra y drama. Por otra parte, Steiner empezó una nueva serie extensa de conferencias, y presentó su investigación sobre las vidas sucesivas de diversos individuos, y en general sobre la técnica de la investigación del karma.
Pero en otoño de 1924, estaba demasiado débil para continuar; su última conferencia tuvo lugar en septiembre de ese año. Murió el 30 de marzo de 1925.

### Investigación espiritual
Desde su decisión de publicar su trabajo en 1899 hasta su muerte en 1925, Steiner articuló una corriente continua de experiencias que afirmó ser del mundo espiritual — experiencias que dijo haberle conmovido desde temprana edad. Steiner intentó aplicar su formación en matemáticas, ciencia y filosofía, para producir presentaciones rigurosas y verificables de esas experiencias.
Steiner creía que a través de disciplinas éticas y entrenamiento meditativo libremente escogidos, cualquiera podía desarrollar la capacidad de experimentar el mundo espiritual, incluyendo la naturaleza superior de uno mismo y de otros.
Steiner creía que tales disciplina y entrenamiento ayudarían a una persona a convertirse en un individuo libre, moral y creativo – libre en el sentido de ser capaz de acciones motivadas solo por amor.
Las ideas de Steiner sobre la vida interior fueron influidas por Franz Brentano —con quien estudió— y por Wilhelm Dilthey, fundadores del movimiento fenomenológico en la filosofía europea. Steiner también fue influido por el enfoque fenomenológico de la ciencia de Goethe.
Las obras completas de Steiner incluyen unos 40 volúmenes de sus escritos y más de 300 volúmenes de conferencias. Sus escritos más notables incluyen:
- La filosofía de la libertad (1893) (también traducido como Filosofía de la actividad espiritual): su principal obra filosófica; véase más arriba.
- Teosofía (1904), donde avanza sus ideas de la constitución del ser humano en cuerpo-alma-espíritu, la reencarnación y la unidad de lo espiritual y lo perceptible por los sentidos («como dos caras de una moneda»).
- Cómo alcanzar el conocimiento de los mundos superiores (1904/1905), donde describe su concepción de un camino de desarrollo espiritual, detallando muchos principios de vida (apertura, positividad, respeto a los demás), ejercicios espirituales (control del pensamiento y de la voluntad, imaginaciones dirigidas) y experiencias que probablemente surjan en este camino (pruebas y percepciones espirituales).
- La ciencia oculta: un bosquejo (1910), donde describe un vasto panorama de evolución cósmica, las jerarquías espirituales que guían esta evolución y el sendero de desarrollo espiritual que conduce a tales percepciones.

Steiner dirigió las siguientes escuelas esotéricas:
- Su escuela esotérica independiente, en la Sociedad Teosófica, fundada en 1904. Esta escuela continuó tras la ruptura con la teosofía.
- Una logia masónica llamada Mystica Aeterna, dentro de la Orden de Memphis y Mizraim, que Steiner dirigió de 1906 hasta alrededor de 1914. Steiner añadió al rito masónico referencias rosacruces. La figura de Christian Rosenkreuz (Christian Rosacruz) también juega un papel importante en varias de sus conferencias posteriores.
- La Escuela de Ciencia Espiritual de la Sociedad Antroposófica, fundada en 1923 como desarrollo de su primera escuela esotérica. La Escuela de Ciencia Espiritual fue concebida para tener tres clases, pero solo se desarrolló la primera. Todos los textos relacionados con la Escuela de Ciencia Espiritual se publicaron en la edición de la obra completa de Steiner.

## Desarrollo filosófico
Steiner describió la antroposofía como sigue:

La antroposofía es un sendero de conocimiento que quisiera conducir lo espiritual en el hombre a lo espiritual en el universo. Pueden ser antropósofos quienes sienten determinadas cuestiones sobre la esencia del hombre y del mundo como una necesidad tan vital como la que se siente cuando tenemos hambre y sed.
Rudolf Steiner

### Ciencia goetheana
En sus comentarios a las obras científicas de Goethe, escritos entre 1884 y 1897, Steiner presentó el enfoque científico de Goethe como de naturaleza esencialmente fenomenológica, más que basado en una teoría o un modelo. Desarrolló más este concepto en varios libros (Teoría del conocimiento basada en la concepción del mundo de Goethe, de 1886, y Goethe y su visión del mundo, de 1897), que enfatizan particularmente la transformación del enfoque de Goethe, desde las ciencias físicas (donde el experimento jugaba el papel principal) a la biología vegetal (donde se requería imaginación para encontrar los arquetipos biológicos (Urpflanze), y postuló que Goethe había buscado (pero fue incapaz de encontrar completamente), la transformación del pensamiento científico necesaria para interpretar y comprender adecuadamente el reino animal.
Steiner defendió la descripción cualitativa del color de Goethe como surgiendo sintéticamente de la polaridad de luz y obscuridad, en contraste con la concepción analítica de Newton, basada en partículas. Enfatizó el papel del pensamiento evolutivo en el descubrimiento de Goethe del hueso intermaxilar en seres humanos; Goethe esperaba que la anatomía humana fuera una transformación evolutiva de la anatomía animal.

### Conocimiento y libertad
Steiner enfocó las cuestiones filosóficas del conocimiento y libertad en dos etapas. La primera fue su disertación, publicada de manera expandida en 1892 como Verdad y ciencia. Aquí, Steiner sugiere que hay una incoherencia entre la filosofía de Kant, que postuló que la verdad esencial del mundo era inaccesible a la conciencia humana, y la ciencia moderna, que asume que todas las influencias pueden encontrarse en lo que Steiner llamó el mundo sinnlichen und geistlichen (sensorio y mental/espiritual), al que tenemos acceso. Steiner llamó a la Jenseits-Philosophie (filosofía de un más allá inaccesible) de Kant un obstáculo para alcanzar un punto de vista filosófico satisfactorio.
Steiner postula que el mundo es esencialmente una unidad indivisible, pero que nuestra conciencia lo divide en apariencia perceptible por los sentidos, por un lado, y naturaleza formal accesible a nuestro pensamiento, por otro. Ve en el propio pensamiento un elemento que puede ser reforzado y profundizado suficientemente para penetrar todo lo que nuestros sentidos no nos revelan. Steiner niega así explícitamente toda justificación de una división entre fe y conocimiento; dicho de otro modo, entre los mundos espiritual y natural. Su aparente dualidad es condicionada por la estructura de nuestra conciencia, que separa la percepción y el pensamiento, pero estas dos facultades dan dos visiones complementarias del mismo mundo; ninguna tiene primacía y las dos juntas son necesarias y suficientes para llegar a una comprensión completa del mundo. Pensando al percibir (el camino de las ciencias naturales) y percibiendo el proceso del pensar (el camino del entrenamiento espiritual), es posible descubrir una unidad interna escondida entre los dos polos de nuestra experiencia.
La verdad, para Steiner, es paradójicamente tanto un descubrimiento objetivo, como:

...una creación libre del espíritu humano, que nunca existiría si no la generáramos. La tarea de comprender no es replicar de manera conceptual algo que ya existe, sino más bien crear todo un nuevo reino, que junto con el mundo dado a nuestros sentidos, constituye la plenitud de la realidad.
Steiner

Una nueva etapa del desarrollo filosófico de Steiner se expresa en su filosofía de la libertad. Aquí sigue explorando potenciales dentro del pensamiento: sugiere que la libertad sólo puede ser aproximada asintóticamente y con la ayuda de la actividad creativa del pensar. El pensar puede ser un acto libre; además, puede liberar nuestra voluntad de su servidumbre a nuestros instintos y pulsiones. Sugiere que los actos libres son aquellos de los cuales somos completamente conscientes del motivo de nuestra acción: la libertad es la actividad espiritual de impregnar de conciencia nuestra propia naturaleza y la del mundo, y la verdadera actividad de actuar en plena conciencia.
Esto incluye superar influencias tanto hereditarias como ambientales:

Ser libre es ser capaz de pensar los propios pensamientos: no los pensamientos meramente corporales o de la sociedad, sino pensamientos generados por nuestro ser más interno y profundo, más original, más esencial y espiritual, nuestra individualidad.
Rudolf Steiner

Steiner afirma las perspectivas evolucionistas de Darwin y Haeckel, pero las extiende más allá de sus consecuencias materialistas: ve la conciencia humana (de hecho, toda la cultura) como un producto de evolución natural que se transciende. Para Steiner, la naturaleza se vuelve autoconsciente en el ser humano. La descripción de Steiner de la naturaleza de la conciencia humana es, pues, parecida a la de Vladímir Solovyev:
En los seres humanos, el absoluto sujeto-objeto aparece como tal, esto es, como pura actividad espiritual, conteniendo toda su propia objetividad, todo el proceso de su manifestación natural, pero conteniéndolo de manera totalmente ideal –en la consciencia.... El sujeto conoce aquí sólo su propia actividad como una actividad objetiva (sub specie objeto). Así, la identidad original de sujeto y objeto es restaurada en el conocimiento filosófico.

### Ciencia espiritual
En sus primeras obras, Steiner hablaba ya de los mundos natural y espiritual como una unidad.
Desde 1900, empezó a impartir conferencias sobre detalles concretos del (los) mundo(s) espiritual(es), lo que culminó con la publicación en 1904 de la primera de varias presentaciones sistemáticas (su Teosofía: una introducción a los procesos espirituales en la vida humana y en el Cosmos), seguida por Cómo alcanzar el conocimiento de los mundos superiores (1904/5), Crónicas del akasha (una colección de artículos escritos entre 1904 y 1908) y La ciencia oculta: un bosquejo (1909). Algunos de los temas importantes fueron:
- el ser humano como cuerpo, alma y espíritu;
- el camino de desarrollo espiritual;
- influencias espirituales sobre la evolución mundial y la historia, y
- la reencarnación y el karma, que pueden considerarse su propio tema central.

Steiner enfatizó que hay un mundo objetivo natural y espiritual, que puede ser conocido, y que las percepciones del mundo espiritual y de seres incorpóreos son reproducibles por múltiples observadores, bajo condiciones de entrenamiento comparables a las requeridas para las ciencias naturales, pero incluyendo extraordinaria autodisciplina. Sobre esta base es posible la ciencia espiritual, con fundamentos epistemológicos bastante distintos a los de las ciencias naturales.
Para Steiner, el cosmos está permeado y transformado continuamente por la actividad creativa de procesos no físicos y seres espirituales. Para que el ser humano se vuelva consciente de la realidad objetiva de estos procesos y seres, es necesario tratar de representar su actividad creativa una y otra vez, internamente, de manera creativa. Así, el conocimiento objetivo siempre implica actividad creativa interna.
Steiner articuló tres etapas de cualquier acto creativo:
- Intuición moral: la capacidad de descubrir principios éticos apropiados a las circunstancias particulares: ética de la situación
- Imaginación moral: la transformación imaginativa de un principio ético en una intención concreta para la evolución futura de la situación particular
- Técnica moral: la realización de la transformación buscada, dependiente de un dominio de habilidades prácticas.

A partir de este periodo, Steiner llamó a su obra «antroposofía». Enfatizó que el sendero espiritual que él representaba se construye sobre la libertad individual y el juicio independientes y los soporta; por ello, para que los resultados de la investigación espiritual sean adecuadamente presentados en un contexto moderno, deben estar en una manera accesible a la comprensión lógica, para que quienes no tengan acceso a las experiencias espirituales subyacentes a la investigación antroposófica, puedan hacer evaluaciones independientes de sus resultados.
Steiner consideró que el propósito de la evolución humana era el desarrollo de las cualidades interdependientes de amor y libertad.

## Áreas de actividad
Tras la Primera Guerra Mundial, Steiner cultivó una gran variedad de contextos culturales. Fundó una escuela, conocida como la escuela Waldorf, que luego se convirtió en una red escolar mundial. El sistema agrícola que fundó (ahora conocido como agricultura biodinámica) fue una de las formas iniciales de la moderna agricultura ecológica, en cuyo desarrollo contribuyó significativamente.
La medicina antroposófica, que ha creado un amplio rango de medicamentos antroposóficos, así como un amplio espectro de terapias de apoyo — tanto artísticas como biográficas —, surgió a partir del trabajo de Steiner.
Hogares para niños y adultos con discapacidades de desarrollo basadas en su obra (incluidos los del movimiento Camphill) están muy extendidos.
Sus pinturas y dibujos se han exhibido en museos y galerías, e influyó en Joseph Beuys y en otros artistas modernos relevantes. Sus dos edificios del Goetheanum suelen considerarse obras maestras de la arquitectura moderna, y otros arquitectos antropósofos han contribuido a la modernidad con miles de edificios. Una de las primeras instituciones en practicar banca ética fue un banco antroposófico, que trabajó a partir de las ideas de Steiner.
El legado literario de Steiner es análogamente amplio. Los escritos de Steiner se publican en unos cuarenta volúmenes, y se incluyen libros, ensayos, obras de teatro (dramas misterio), versos mántricos y una autobiografía. Su antología de conferencias compone aproximadamente otros 300 volúmenes y aquí está cubierto casi cualquier tema imaginable (gran parte de la obra de Steiner es accesible en la red en el archivo Rudolf Steiner, y las obras completas de Steiner pueden buscarse en el archivo en lengua alemana). Los dibujos de Steiner están recogidos en una serie separada de 28 volúmenes. Muchas publicaciones han cubierto su legado arquitectónico y su obra escultórica.

### Educación
Siendo joven, Steiner ya apoyó la independencia de instituciones educativas respecto al control gubernamental. En 1907, escribió un largo ensayo titulado La educación a la luz de la Ciencia Espiritual, donde describió las fases principales del desarrollo del niño y sugirió que serían las bases de un enfoque saludable de la educación.
En 1919, Emil Molt le invitó a dar conferencias sobre el tema de la educación a los trabajadores de la fábrica de Molt en Stuttgart. De esto surgió una nueva escuela: la escuela Waldorf. En vida de Steiner, también se fundaron escuelas basadas en sus principios educativos en Hamburgo, Essen, La Haya y Londres; ahora hay más de 1000 escuelas Waldorf en el mundo.

### Activismo social
Durante un tiempo después de la Primera Guerra Mundial, Steiner fue extremadamente activo como conferenciante de cuestiones sociales. Una petición que expresaba sus ideas sociales básicas (firmada por Herman Hesse, entre otros) circuló ampliamente. Su principal libro sobre cuestiones sociales (Hacia una renovación social) vendió decenas de miles de copias. Hoy hay en todo el mundo algunos bancos innovadores, compañías, instituciones caritativas y escuelas para desarrollar nuevas formas cooperativas de negocio, todas las cuales trabajan en parte a partir de ideas sociales de Steiner. Un ejemplo es la Rudolf Steiner Foundation (RSF), formada en 1984, cuyos bienes se estimaron en 2004 en 70 millones de dólares. RSF suministra «servicios financieros caritativos innovadores». Según las organizaciones independientes Co-op America y el Social Investment Forum Foundation, RSF es «una de las 10 organizaciones que mejor ejemplifican la construcción de oportunidades y esperanza económicas para los individuos a través de inversiones comunitarias».
Steiner sugirió que las esferas sociales cultural, política y económica necesitaban ser suficientemente independientes entre ellas para poder corregirse mutuamente de manera continua. Planteó que la sociedad humana había estado moviéndose lentamente durante miles de años hacia una articulación de la sociedad en tres reinos independientes, pero mutuamente correctores, y que un Orden Social Triformado no era una utopía que pudiese implantarse en un día ni en un siglo. Era un proceso gradual que esperaba continuaría desarrollándose durante miles de años. Sin embargo, dio muchas sugerencias específicas de reformas sociales que pensaba aumentarían la triarticulación de la sociedad. Creía en la igualdad de los derechos humanos en la vida política, libertad en la vida cultural y cooperación fraternal voluntaria, no coercitiva, en la vida económica.

### Arquitectura y artes plásticas
Steiner diseñó 17 edificios, incluidos los dos Goetheanum. Estos dos edificios, construidos en Dornach (Suiza), se concibieron para albergar una Universidad de Ciencia Espiritual. Tres de los edificios de Steiner (incluidos ambos edificios del Goetheanum) se incluyeron entre las obras más significativas de la arquitectura moderna.
Como escultor, sus obras incluyen El representante de la humanidad (1922). Esta escultura de madera de nueve metros de alto fue un proyecto conjunto con la escultora Edith Maryon y está expuesta permanentemente en el Goetheanum, en Dornach.
Los dibujos sobre tablero de pizarra de Steiner eran únicos en su tiempo y casi con certeza no se concibieron como obras de arte. La obra de Joseph Beuys, fuertemente influida por Steiner, condujo a la comprensión moderna de los dibujos de Steiner como objetos artísticos.

### Artes escénicas
Junto con Marie Steiner-von Sievers, Rudolf Steiner desarrolló el arte de la euritmia, a veces referida como un «lenguaje visible y canto visible». Según los principios de la euritmia, hay movimientos arquetípicos o gestos que corresponden a todos los aspectos del habla (los sonidos o fonemas, los ritmos, la función gramatical, etcétera), a todas las «cualidades del alma» (risa, desesperación, intimidad, etcétera) y a todos los aspectos de la música (tonos, intervalos, ritmos, armonías, etcétera)
.
Como autor teatral, Steiner escribió cuatro Dramas misterio entre 1909 y 1913, que incluían El portal de la iniciación y El despertar del alma. Siguen siendo representados hoy por grupos antroposóficos.
Steiner también fundó un nuevo enfoque al discurso y drama artísticos. Diversos elencos trabajan con este enfoque, llamado «arte de la palabra» (en alemán: Sprachgestaltung), y existen formaciones en diversos países, entre ellos Inglaterra, los Estados Unidos, Suiza y Alemania. El actor Michael Chekhov extendió este enfoque en lo que ahora se conoce como el método Chekhov.

### Medicina antroposófica
Desde finales de la década de 1910, Steiner trabajó con doctores para crear un nuevo enfoque de la medicina. En 1921, varios farmacéuticos y médicos se reunieron bajo la guía de Steiner para crear una compañía farmacéutica llamada Weleda, que ahora distribuye medicamentos por todo el mundo. Alrededor de esa época, la doctora Ita Wegman fundó una primera clínica médica antroposófica en Arlesheim (Suiza), ahora llamada Clínica Wegman.
Las descripciones de Steiner de algunos órganos corporales y de sus funciones a veces difieren significativamente de las encontradas en libros de texto médicos. Por ejemplo, afirmó que el corazón no es una bomba mecánica, sino un regulador dinámico del flujo circulatorio.

### Agricultura y jardinería biodinámicas
La agricultura biodinámica (o biológico-dinámica) es un sistema agrícola ecológico sostenible que incluye muchas de las ideas de la agricultura ecológica (pero es anterior a ese término). En 1924, un grupo de agricultores preocupados por el futuro de la agricultura pidieron la ayuda de Steiner; Steiner respondió con una serie de lecciones de agricultura. Éste fue el origen de la agricultura biodinámica, que ahora se practica en gran parte de Europa, Norteamérica y Australasia.
Un concepto central de estas conferencias fue individualizar la granja: producir todos los materiales necesarios (como estiércol y forraje) dentro de lo que llamó el «organismo de la granja», sin introducir (o introduciendo pocos) materiales externos. Otros aspectos de la agricultura biodinámica inspirados por las conferencias de Steiner incluyen actividades temporales como plantar en relación con los patrones de movimiento de la Luna y los planetas, y aplicar «preparados» (que consisten en materiales naturales procesados de manera específica) al suelo, a pilas de composta y a plantas, con la intención de implicar seres no físicos y fuerzas elementales. Steiner, en sus lecciones, animó a sus oyentes a verificar sus sugerencias científicamente, pues él no lo había hecho todavía.
Las primeras décadas de la agricultura del siglo XX empezaron usando fertilizantes inorgánicos, como nitrógeno «condensado» del aire y posteriormente aplicado en los campos. Steiner creía que la introducción de esta agricultura química era muy nociva, y afirmó:

El abonado mineral es algo que debe cesar completamente en el tiempo, pues el efecto de cualquier tipo de fertilización mineral, después de un tiempo, es que los productos cultivados en los campos así tratados pierden su valor nutritivo. Es una ley absolutamente general.
Rudolf Steiner

Steiner estaba convencido de que la calidad de la comida en su época se había degradado, y creía que la fuente del problema era el uso por parte de la agricultura química de fertilizantes artificiales y pesticidas; pero no creía que esto se debiera sólo a las propiedades químicas o biológicas relacionadas con las substancias implicadas, sino también debido a carencias espirituales en todo el enfoque químico de la agricultura. Steiner consideraba el mundo y todo lo que está en él como de naturaleza simultáneamente espiritual y material, un enfoque llamado monismo. También creyó que la material viva era distinta de la materia muerta. En otras palabras, Steiner creía que los nutrientes sintéticos no eran iguales a los correspondientes más vivos.
El nombre «dinámica biológica» o «biodinámica» fue acuñado por los seguidores de Steiner. Un aspecto central de la biodinámica es que la granja en conjunto es vista como un organismo y por tanto debería ser un sistema cerrado que se auto-alimenta con las preparaciones. Las enfermedades de los organismos no han de tratarse aisladamente, sino como un síntoma de problemas en todo el conjunto.
Aunque el número de granjas biodinámicas en el mundo es relativamente pequeño, en 2006, alrededor de un cuarto de las granjas de la India han adoptado prácticas biodinámicas.

## Steiner y el cristianismo
En 1899, Steiner experimentó lo que describió como un encuentro personal con Cristo que lo transformó internamente. Previamente tuvo poca relación con cualquier forma de cristianismo. Entonces y después, sus relaciones con el cristianismo permanecieron enteramente fundadas en la experiencia personal y, por tanto, sin denominación y sorprendentemente distintas a las formas religiosas convencionales.

### Cristo y la evolución humana
Steiner describe el ser de Cristo y su misión en la Tierra como un punto central en la evolución humana:

El ser de Cristo es central en todas las religiones, aunque es llamado con distintos nombres por cada una.
Rudolf Steiner

Considera que toda religión es válida y verdadera en el tiempo y contexto cultural en el que nace, y que las formas históricas del cristianismo necesitan ser transformadas considerablemente en nuestro tiempo para acompañar la evolución de la humanidad.
Steiner veía la fuerza central de la evolución humana en el ser que unifica todas las religiones (y no una fe religiosa particular). Pero comprendía la encarnación de Cristo como una realidad histórica y un punto de inflexión en la historia humana. Para Steiner, el «ser de Cristo» no es sólo el redentor de la caída del paraíso, sino también el único pivote y sentido de los procesos evolutivos de la Tierra y de toda la historia humana.
La esencia de ser cristiano es, para Steiner, una búsqueda de equilibrio entre extremos polares y la capacidad de manifestar amor en libertad.

### Divergencias con el pensamiento cristiano convencional
Las opiniones de Steiner sobre el cristianismo divergen del pensamiento cristiano convencional en cuestiones claves e incluyen elementos gnósticos.
Uno de los puntos centrales de divergencia se encuentra en las opiniones de Steiner sobre la reencarnación y el karma.
Steiner también postuló dos niños Jesús implicados en la encarnación del Cristo: un niño descendido de Salomón, como se describe en el Evangelio según san Mateo; y otro niño descendido de Natán, como se describe en el Evangelio según san Lucas.
A este respecto, menciona el hecho de que las genealogías dadas en estos dos evangelios divergen unas treinta generaciones antes del nacimiento de Jesús.
La opinión de Steiner sobre la segunda venida de Cristo también es inusual. Sugirió que ésta no sería una reaparición física, sino que significaba más bien que el ser de Cristo se manifestaría en forma no física, en el «reino etéreo» (o sea, visible a la visión espiritual y aparente en la vida comunitaria) a un número creciente de personas, comenzando alrededor del año 1933. Enfatizó que el futuro requeriría que la humanidad reconociera este Espíritu de Amor en todas sus genuinas formas, independientemente de cómo fuera nombrado. También advirtió que el nombre tradicional (Cristo) podía ser usado ignorando la verdadera esencia de este Ser de Amor.

### La Comunidad de cristianos
En la década de 1920, Friedrich Rittelmeyer (un pastor luterano con una congregación en Berlín) preguntó a Steiner si era posible crear una forma más moderna de cristianismo. Pronto, otros se unieron a Rittelmeyer (en su mayoría pastores protestantes), pero incluyendo varios sacerdotes católicos. Steiner ofreció consejos sobre la renovación de los sacramentos en sus diversos servicios, combinando el énfasis católico en los ritos de una tradición sagrada con el énfasis en la libertad de pensamiento y una relación personal con la vida religiosa, característica del cristianismo joánico, moderno.
Pero Steiner aclaró que el movimiento resultante para la renovación del cristianismo, que se dio a conocer como la «comunidad de cristianos», era un gesto personal de ayuda a un movimiento fundado por Rittelmeyer y otros, independientemente de la Sociedad Antroposófica.
La distinción era importante para Steiner, porque con la antroposofía buscaba crear una espiritualidad científica, no basada en la fe. Incluso en una de sus conferencias, Steiner predijo el fin de todas las religiones. Sin embargo, para quienes deseaban encontrar formas más tradicionales, una renovación de las religiones tradicionales era también una necesidad vital de los tiempos.[cita requerida]

## Recepción y controversia
La obra de Steiner ha influido en un amplio rango de personalidades notables. Entre ellas ha habido muchos escritores, artistas y músicos, incluyendo a Inkling y al filósofo Owen Barfield, al ganador del Premio Pulitzer y Premio Nobel Saul Bellow, a Andréi Bely, a Joseph Beuys, a Mijaíl Chéjov, a Michael Ende, a Vasili Kandinski, a Selma Lagerlöf, a Albert Schweitzer, a Andréi Tarkovski, a Richard Tarnas y a Bruno Walter, y también al poeta español Eduardo Chicharro Briones, fundador del Postismo, para quien la euritmia, procedente de Steiner, era el elemento más importante de ese movimiento vanguardista español.[cita requerida]
Olav Hammer, aunque generalmente muy crítico con los movimientos esotéricos, llama a Steiner «quizás el portavoz más sofisticado histórica y filosóficamente de la tradición esotérica».

### Cientifismo
Críticos como el profesor sueco de historia de la religión Olav Hammer, han criticado como cientifismo la pretensión de Steiner de usar una metodología científica para investigar fenómenos espirituales basado en sus declaraciones de experiencia clarividente y su colocación de la «ciencia espiritual» sobre las ciencias naturales. Steiner consideraba las observaciones de la investigación espiritual como más fiables (y sobre todo, consistentes) que las observaciones de la realidad física, pero consideraba que la investigación espiritual no era infalible y, quizás sorprendentemente, mantuvo la opinión de que cualquiera capaz de pensar lógicamente estaba en posición de corregir errores de investigadores espirituales.

### Raza y etnia
En un estudio exhaustivo, Helmut Zander concluye que «el que un lector dado interprete “Antroposofía” como racista o no, depende de sus intereses».
Esto ocurre en parte porque los comentarios de Steiner sobre la raza son incoherentes, como era típico en su época. Consideraba que todo pueblo tiene una única esencia, espíritu o «alma del pueblo», veía la raza como una manifestación física de la evolución espiritual de la humanidad y colocó a las diversas razas identificadas en su época en una compleja jerarquía derivada en gran parte de opiniones teosóficas, pero marginó fuertemente el papel de los factores raciales y étnicos en el desarrollo de un individuo. Según Peter Staudenmaier, Steiner era un ultranacionalista pangermanista y nunca renegó de dicha ideología.
Por un lado, caracterizó razas, naciones y etnias específicas de una manera que ha sido llamada racista por sus críticos, incluyendo:
- Caracterizaciones de diversas razas y grupos étnicos como retardadas o destinadas a desaparecer, y de otras como florecientes.[93]

- Opiniones jerárquicas sobre la evolución espiritual de razas distintas,[94] incluyendo (a veces, incoherentemente) el retrato de la raza blanca, la cultura europea o el pueblo alemán como representando el punto álgido de la evolución humana al principio del siglo XX, aunque describiéndolas como destinadas a ser superadas por futuras culturas.[93]

Por otra parte, Steiner enfatizó la unidad espiritual nuclear de todos los pueblos del mundo y criticó fuertemente el prejuicio racial, afirmando su creencia de que:
- La naturaleza individual de cualquier persona es más alta que ninguna afiliación racial, étnica, nacional o religiosa,[65][18]
- Raza y etnia son aspectos provisionales y superficiales del individuo, no esenciales,
- Cada individuo encarna en muchos pueblos y razas distintos en vidas sucesivas, llevando así en su interior un abanico de razas y pueblos,[95][93]
- La raza está perdiendo rápidamente cualquier significado remanente para la humanidad.[93]

### Judaísmo
- Steiner publicó una serie de artículos que tratan diversas manifestaciones de antisemitismo[96] y criticó a algunos de los más prominentes antisemitas del tiempo como «bárbaros» y «enemigos de la cultura».[97]

- Steiner financió la publicación y escribió un prólogo para el libro Die Entente-Freimaurerei und der Weltkrieg (1919) de Karl Heise, basado en parte en sus propias ideas. El libro promovía una teoría conspirativa según la cual la Primera Guerra Mundial era consecuencia de una conspiración perpetrada por masones y judíos cuyo propósito era la destrucción de Alemania. El escrito fue posteriormente recibido con entusiasmo por el Partido Nazi.[98][99]

- Algunos de los primeros dirigentes Nacional Socialistas (incluyendo a Adolf Hitler) y otros nacionalistas de derecha emprendieron masivos ataques difamantes en la prensa contra Steiner. Criticaron el pensamiento de Steiner y la Antroposofía, como incompatibles con la ideología racista Nacional Socialista y acusaron a Steiner de estar influido por sus íntimas conexiones con judíos y que él mismo era judío.[97][38] Otros dirigentes nazis (incluyendo a Rudolf Hess) simpatizaban con sus ideas, llegando a apoyar la creación de escuelas Waldorf – fundadas por Steiner – y también a la agricultura biodinámica (las SS organizaron programas de dicha agricultura en los territorios ocupados y en los campos de concentración).[100]

- Steiner promovió la asimilación completa del pueblo judío en las naciones en que vivían, una postura que ha sido criticada en años recientes.[93]

También criticó la meta de su contemporáneo Herzl de crear un estado sionista (y en otro lugar criticó la idea de las naciones determinadas étnicamente).[cita requerida]

## Obras

### Escritos (selección)
Los más de 350 volúmenes de las obras completas de Steiner incluyen unos 40 volúmenes que contienen sus escritos, así como más de 6000 conferencias.
- Goethe y su visión del mundo (1883-1897)
- Teoría del conocimiento fundamentada en la concepción goethiana del mundo (1886)
- Verdad y ciencia doctoral (1892), tesis
- El pensamiento intuitivo como sendero espiritual, también publicado como Filosofía de la libertad (1894, ISBN 0-88010-385-X)
- Mysticism at the Dawn of Modern Age (1901/1925)
- El cristianismo como hecho místico (1902)
- Crónicas akáshicas: prehistoria de la Tierra y del hombre (1904)
- Teosofía: una introducción a los procesos espirituales en la vida humana y en el cosmos (1904, ISBN 0-88010-373-6)
- Cómo se adquiere el conocimiento de los mundos superiores: un sendero moderno de iniciación (1904-5, ISBN 0-88010-508-9)
- La educación del niño (1907, ISBN 0-85440-620-4)
- La ciencia oculta: un bosquejo (1910, ISBN 0-88010-409-0)
- Cuatro dramas - Misterio (1913)
- Hacia una renovación del organismo social (1919)
- El reordenamiento de la sociedad: la ley social fundamental (1919) (artículo)
- Fundamentos de la terapia: una extensión del arte de curar a través del conocimiento espiritual (1925)
- El curso de mi vida (1924-5) (autobiografía)
- Lucifer y Ahriman, (demonología)

### Obras sobre Steiner por otros autores
- Ahern, Geoffrey. Sun at Midnight. The Rudolf Steiner Movement and the Western Esoteric Tradition (1984, ISBN 0-85030-338-9)
- Almon, Joan (ed). Meeting Rudolf Steiner, experiencias de primera mano compiladas del Journal for Anthroposophy desde 1960 (ISBN 0-9674562-8-2)
- Childs, Gilbert. Rudolf Steiner: His Life and Work (ISBN 0-88010-391-4)
- Davy, Adams and Merry. A Man Before Others: Rudolf Steiner Remembered. Rudolf Steiner Press (1993)
- Easton, Stewart. Rudolf Steiner: Herald of a New Epoch (ISBN 0-910142-93-9)
- Hemleben, Johannes and Twyman, Leo. Rudolf Steiner: An Illustrated Biography. Rudolf Steiner Press (2001)
- Lachman, Gary. Rudolf Steiner. Introducción a su vida y a su obra. Traducción Bárbara Mingo. Colección Imaginatio Vera, cartoné, 272 páginas. Segunda edición. Vilaür: Ediciones Atalanta, 2012, 2024. ISBN 978-84-939635-3-8
- Lindenberg, Christoph. Rudolf Steiner: Eine Biographie (2 vols.). Stuttgart (1997, ISBN 3-7725-1551-7)
- Lissau, Rudi. Rudolf Steiner: Life, Work, Inner Path and Social Initiatives. Hawthorne Press (2000)
- McDermott, Robert. The Essential Steiner. Harper Press (1984)
- Seddon, Richard. Rudolf Steiner. North Atlantic Books (2004)
- Shepherd, A.P. Rudolf Steiner: Scientist of the Invisible. Inner Traditions (1990)
- Schiller, Paul. Rudolf Steiner and Initiation. Steiner Books (1990)
- Swassjan, Karen. The Ultimate Communion of Mankind: A Celebration of Rudolf Steiner's Book "The Philosophy of Freedom" (ISBN 0-904693-82-1)
- Tummer, Lia and Lato, Horacio. Rudolf Steiner and Anthroposophy for Beginners. Writers & Readers Publishing (2001)
- Turgeniev, Assya. Reminiscences of Rudolf Steiner and Work on the First Goetheanum (ISBN 1-902636-40-6)
- Welburn, Andrew. Rudolf Steiner's Philosophy and the Crisis of Contemporary Thought (ISBN 0-86315-436-0)
- Wilkinson, Roy. Rudolf Steiner: An Introduction to his Spiritual World-View (ISBN 1-902636-28-7)